# Elkader (Iowa)
Elkader település az Amerikai Egyesült Államok Iowa államában, Clayton megyében, melynek megyeszékhelye is. Lakosainak száma 1209 fő (2020. április 1.).

## Népesség
A település népességének változása:

| 2010 | 1 273 |
| 2020 | 1 209 |